# ألياكساي كيشو
ألياكساي كيشو مواليد 23 سبتمبر 1986 في روسيا البيضاء، هو لاعب كرة يد بيلاروسي يلعب كحارس مرمى. مثل منتخب بيلاروسيا لكرة اليد.

## سجل المنافسة
شارك في البطولات التالية:
- بطولة أوروبا لكرة اليد للرجال 2014
- بطولة أوروبا لكرة اليد للرجال 2016

## روابط خارجية
- ألياكساي كيشو على موقع الاتحاد الأوروبي لكرة اليد (الإنجليزية)